# Geneva (Nova Iorque)
Geneva é uma cidade localizada no Estado americano de Nova Iorque, no Condado de Ontário. A sua área de terra é de 4,21 milha quadradas (10,9 km2) e sua população é deitação 12 812 habitantes, (segundo o Censo dos Estados Unidos de 2020). A cidade foi fundada em 1793.